# Хунъяньцунь
«Хунъяньцу́нь» (кит. трад. 红岩村站, пиньинь Hóngyáncūn zhàn) — станция Чунцинского метрополитена (Китай). Расположена между станциями «Фухувалу» и «Тувань» на Линии 5, открытой 28 декабря 2017 года. Открытие станции «Хунъяньцунь» состоялось 25 января 2022 года, после чего она стала мировым рекордсменом по глубине заложения — более 116 м, опередив станцию «Арсенальная» Киевского метрополитена, открытую в составе первой очереди Святошинско-Броварской линии «Вокзальная» — «Днепр» 6 ноября 1960 года глубиной 105,5 м.
Как пишет портал The Travel, глубина заложения станции вызвала беспокойство у местных жителей относительно вопроса эвакуации, также вызванное железнодорожными происшествиями в Чунцине.

### Комментарии
1. ↑  Однако термин «станция глубокого заложения» означает не величину глубины станции как таковой[13], а, согласно строительным нормам и правилам (СНиПам), закрытый способ её строительства[14]: так, например, глубина станций «Охотный Ряд», «Библиотека имени Ленина» и «Кунцевская» Московского метрополитена, сооружённых закрытым и открытым способом, составляет 15, 12 и 37,6 м соответственно[15][16][17]